# Núi Túc Khối
Núi Túc Khối hay núi Ông, là một ngọn núi đã không còn tồn tại thuộc ấp Tà Săng, xã Dương Hòa, huyện Kiên Lương, tỉnh Kiên Giang. Túc Khối là núi đá vôi có hệ tầng Hà Tiên, tuổi Pecmi. Núi có những lớp đá vôi dolomit dày 70–100 m, với trữ lượng khoảng 4,2 triệu tấn. Chúng có thể dùng sản xuất phân bón. Túc Khối còn có khoảng 40.000 tấn phosphorit. Núi có diện tích 11,28 ha, tổng khối đá vôi 5,32 triệu m3. Toàn bộ núi đá vôi này đã bị khai thác hết. Núi do Công ty cổ phần Ximăng Hà Tiên khai thác. Hiện được quy hoạch đào sâu xuống -40 m.
Chân núi là vùng trầm tích tuổi Holocen giữa-muộn. Đã tìm thấy than bùn tại khu vực này. Tuy nhiên chất lượng than bùn tại đây kém, độ tro cao, nhiệt lượng thấp.